# Presidentvalet i Kroatien 2009–2010
Presidentvalet i Kroatien 2009–2010 ägde rum den 27 december 2009 med en andra valomgång den 10 januari 2010. I den första valomgången deltog tolv kandidater. Då ingen av de tolv kandidaterna fick 50 % eller mer av rösterna i den första valomgången hölls en andra valomgång den 10 januari 2010. Väljarna fick i den andra valomgången välja mellan de två kandidater som i den första valomgången fått flest röster, nämligen Ivo Josipović och Zagrebs dåvarande borgmästare Milan Bandić. 
I den andra och avgörande valomgången av det kroatiska presidentvalet vann Ivo Josipović med 60,26 % av rösterna mot Bandić som fick 39,74 % av rösterna. Resultatet innebar att Josipović tillträdde tjänsten som Kroatiens president och ersatte Stjepan Mesić som varit president under maximalt tillåtna två mandatperioder. Josipović hade nominerats till president av sitt parti Kroatiens socialdemokratiska parti. Segern innebar att det var första gången i Kroatiens moderna historia som en presidentkandidat nominerad av socialdemokraterna vann presidentvalet.    

## Valresultat

### Första valomgången
- Datum: 27 december 2009
- Valdeltagare: 1 972 693 (44 %)

| Nr | Kandidat           | Partitillhörighet | Antal röster | %     |
| -- | ------------------ | ----------------- | ------------ | ----- |
| 1  | Milan Bandić       | oberoende         | 292 774      | 14,83 |
| 2  | Andrija Hebrang    | HDZ               | 236 990      | 12,05 |
| 3  | Ivo Josipović      | SDP               | 640 005      | 32,44 |
| 4  | Josip Jurčević     | oberoende         | 54 070       | 2,74  |
| 5  | Damir Kajin        | IDS               | 76 349       | 3,87  |
| 6  | Boris Mikšić       | oberoende         | 41 434       | 2,10  |
| 7  | Dragan Primorac    | oberoende         | 117 042      | 5,93  |
| 8  | Vesna Pusić        | HNS               | 143 078      | 7,25  |
| 9  | Vesna Škare Ožbolt | oberoende         | 37 328       | 1,89  |
| 10 | Miroslav Tuđman    | oberoende         | 80 298       | 4,09  |
| 11 | Nadan Vidošević    | oberoende         | 223 581      | 11,33 |
| 12 | Slavko Vukšić      | DSSR              | 8 299        | 0,42  |

### Andra valomgången
- Datum: 10 januari 2010
- Valdeltagare: 2 253 770[1] (50,13%)

| Nr | Kandidat      | Partitillhörighet | Antal röster | %       |
| -- | ------------- | ----------------- | ------------ | ------- |
| 1  | Milan Bandić  | oberoende         | 883 222      | 39,74 % |
| 2  | Ivo Josipović | SDP               | 1 339 385    | 60,26 % |

### Fotnoter
1. 1 2  Izbori.hr Arkiverad 22 november 2011 hämtat från the Wayback Machine. - Kroatiska valkommissionens officiella webbplats (kroatiska)